# Honda Aircraft Company

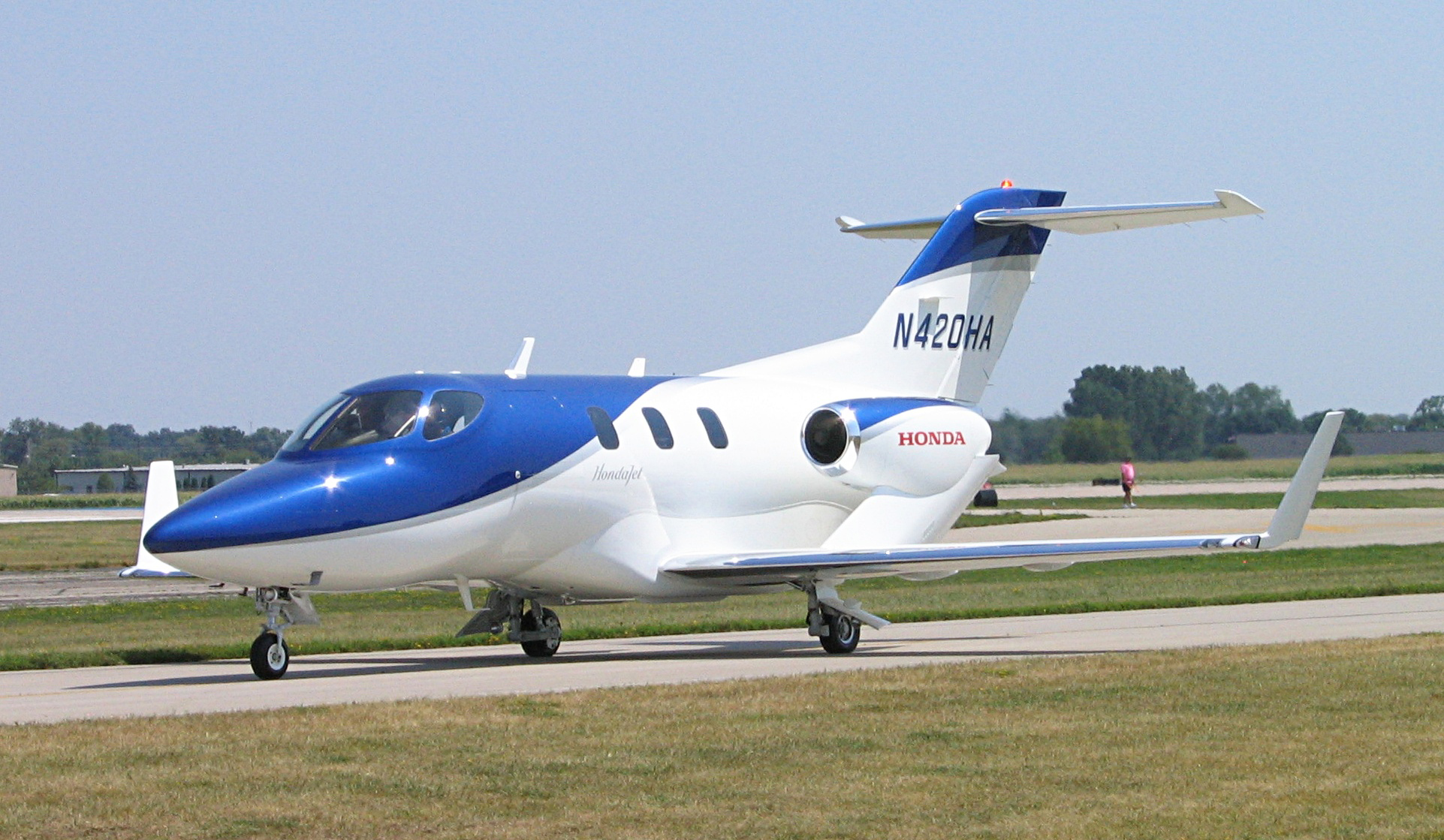
HondaJet

Die Honda Aircraft Company (auch HondaJet) ist ein US-amerikanischer Flugzeughersteller mit Sitz in Greensboro in North Carolina.

## Geschichte
Das Unternehmen wurde im August 2006 gegründet und ist eine Tochtergesellschaft der Honda Motor Co., Ltd. und hat ihren Sitz am Piedmont Triad International Airport in Greensboro.

## Produkte
Die Honda Aircraft Company produziert den Honda HA-420 HondaJet.
Sie hat 2021 den HondaJet 2600 vorgestellt und im Juni 2023 angekündigt, die Musterzulassung im Jahr 2028 erreichen zu wollen.